# Eustachio III di Boulogne
Eustachio di Boulogne, in francese Eustache III de Boulogne (1056 circa – Rumilly, 1125 circa) è stato un cavaliere medievale franco fu conte di Boulogne dal 1087 fino alla sua morte.

## Origine
Secondo il documento n° XVII del Cartulaire de l'abbaye de Saint-Bertin, Eustachio era figlio primogenito del conte di Boulogne, Eustachio II, e della sua seconda moglie, Ida di Verdun o di Lorena, che, secondo la Ex Vita B. Idæ Boloniensis Comitissæ, era la figlia femmina primogenita del Duca dell'Alta Lorena (Lotaringia), Conte di Verdun, Margravio reggente di Toscana (assieme alla seconda moglie, Beatrice di Bar, dal 1054), Duca della Bassa Lorena (Lotaringia) e margravio di Anversa, Goffredo III il Barbuto e della prima moglie, Doda (pater…Godefridus, mater vero ejus non minus egregia, Doda), che, secondo lo storico medievalista, Alan V. Murray, nel suo The crusader Kingdom of Jérusalem, A Dynastic History 1099-1125 (non consultato), era la figlia del Conte di Rethel, Manasse II.
Eustachio II di Boulogne, secondo la Genealogica comitum Buloniensium, era figlio primogenito del conte di Boulogne, Eustachio I e di Matilde di Lovanio (975-1018), figlia del Duca della Bassa Lorena, Carlo (figlio del re di Francia carolingio, Luigi IV d'Oltremare.
Eustachio III era il fratello dei primi due re di Gerusalemme, Goffredo di Buglione e Baldovino I di Gerusalemme.

## Biografia
Suo padre, Eustachio II, nel 1066, fu tra coloro che risposero all'appello del duca di Normandia, Guglielmo il Bastardo, anche per la sua faida con la casa di Godwin, e fu al seguito di Guglielmo (divenuto il Conquistatore) nella conquista dell'Inghilterra, guidando personalmente le sue truppe e si distinse alla battaglia di Hastings, nella quale, secondo Orderico Vitale fu ferito gravemente, colpito tra le scapole, sanguinante dal naso e dalla bocca, fu tratto in salvo in pessime condizioni (quasi moribundus).
In seguito alla conquista dell'Inghilterra, ricevette da Guglielmo diversi feudi inglesi, tra le baronie più ricche, denominati the honour of Boulogne.
Nel 1087, alla morte del padre, Eustachio gli succedette nel titolo di conte di Boulogne, come Eustachio III.
Nel 1090 e poi nel 1094, Eustachio III si schierò al fianco del duca di Normandia, Roberto II il Corto, contro il fratello, il re d'Inghilterra, Guglielmo II il Rosso, che aveva invaso la Normandia.
Nel 1096, Eustachio III partì per la Terra santa con la Prima Crociata a cui presero parte anche i suoi due fratelli, Goffredo V Duca della Bassa Lorena (Lotaringia) e Baldovino, aggregandosi al duca di Normandia, Roberto II, come narra il cronista e monaco benedettino dell'abbazia di Malmesbury, nel Wiltshire (Wessex), Guglielmo di Malmesbury.
Secondo il monaco e cronista inglese, Orderico Vitale, passando per Roma, i Crociati guidati da Roberto resero visita a papa Urbano II, mentre Guglielmo di Malmesbury narra che incontrarono il papa a Lucca e proseguirono per Roma.
Proseguirono per la Puglia, dove il Conte delle Fiandre, Roberto II, si imbarcò in dicembre, per svernare in Epiro, mentre, Eustachio, Roberto II e il di lui cognato, conte di Blois, Stefano Enrico svernarono in Italia.
Eustachio ed i fratelli, con Roberto II si imbarcarono a Brindisi il 5 aprile 1097, raggiunsero Costantinopoli, dove sostarono 15 giorni e proseguirono per Nicea, dove, arrivati il 1º giugno, parteciparono all'assedio della città. Roberto portò avanti l'assedio sino alla resa di Nicea, il 19 giugno, al contingente greco. L'assedio di Nicea viene descritto nei particolari dal canonico e custode della chiesa di Aquisgrana, il cronachista della Prima Crociata, Alberto di Aquisgrana.
Nel 1098, dopo che i tre figli erano partiti, per partecipare alla prima crociata, la madre, Ida, secondo il documento n° XVI del Cartulaire de l'abbaye de Saint-Bertin fece una donazione all'Abbazia di San Bertino, in suffragio dell'anima del marito Eustachio II (Eustachii domini mei comitis) e per l'incolumità dei propri figli citandone solo due (Godefridi et Balduini).
Eustachio partecipò all'assedio di Antiochia, dove prese parte ad alcune battaglie per impedire che fossero portati aiuti alla città assediata, tra cui la vittoria sulle truppe di Damasco del 31 dicembre 1097.
Dopo la caduta di Antiochia (2 giugno 1098), Eustachio, il 13 gennaio 1099, fu uno dei primi a partire per Gerusalemme, con Roberto II, Raimondo IV di Saint Gilles e Tancredi, poi raggiunti da Roberto II delle Fiandre e dal fratello, Goffredo di Buglione, avanzarono lentamente verso Gerusalemme, arrivando a Gerusalemme il 7 giugno e la città cadde il 15 luglio.
Poco dopo la caduta di Gerusalemme, Eustachio fece ritorno ai suoi possedimenti, la contea di Boulogne e i feudi inglesi.
Nell'estate del 1101, Eustachio appoggiò il duca di Normandia, Roberto II, nel tentativo di invasione dell'Inghilterra. Roberto dovette desistere e fu costretto tramite la diplomazia a rinunciare alle sue pretese al trono inglese con il Trattato di Alton, del luglio 1101. In cambio Roberto ottenne da Enrico la rinuncia alla penisola del Cotentin e una pensione di 3000 marchi all'anno e la restituzione dei possedimenti inglesi al suo alleato il conte di Boulogne, Eustachio III. 
Secondo il Florentii Wigornensis Monachi Chronicon, Tome II, nel 1102, Eustachio III, per l'interessamento del re d'Inghilterra, Enrico Beauclerc, sposò Maria, la sorella della moglie di Enrico Beauclerc, Edith (Matilde dopo il matrimonio), sorella del re di Scozia, Edgardo di Scozia quindi figlia del re di Scozia Malcolm III e della di lui moglie, Margherita, che verrà proclamata santa ed era sorella di Edgardo Atheling, ultimo discendente del Casato dei Wessex e pretendente alla corona d'Inghilterra. Il matrimonio viene ricordato anche dalla Genealogica comitum Buloniensium.
Quando suo fratello Baldovino, re di Gerusalemme, morì, nel 1118, gli fu offerto quel trono, ma Eustachio rifiutò; secondo Alberto di Aquisgrana, qualcuno aveva proposto come successore Eustachio (fratri Eustachio), ma alla fine anche per una questione sia di età, che logistica fu scelto e incoronato Baldovino di Le Bourg, che già era in Terra santa.
Nel 1125, dopo il matrimonio dell'unica figlia, Matilde di Boulogne, col conte di Mortain, Stefano di Blois, nipote di Enrico Beauclerc e futuro re d'Inghilterra (anche questo matrimonio era stato sponsorizzato dal re d'Inghilterra, Enrico Beauclerc), Eustachio abdicò a favore della figlia e si fece monaco a Rumilly, dipendenza del priorato di St-Pierre, come ci viene confermato dal documento n° 3984 del Recueil des chartes de l'abbaye de Cluny. Tome 5, datato 1225 inerente ad una donazione di Eustachio, in cui si definisce conte di Boulogne in passato ed ora monaco cluniacense (Eustachius olim comes Boloniensis nunc autem, disponente Deo, monachus Cluniacensis) e viene controfirmata dal genero, Stefano, come conte di Boulogne e dalla figlia, Matilde, come contessa di Boulogne.
Non si conosce la data esatta del decesso di Eustachio, che probabilmente morì a Rumilly, alcuni mesi dopo la donazione anzidetta.

## Discendenza
Eustachio da Maria ebbe una sola figlia:
- Matilde di Boulogne (circa 1103 - 1152), contessa di Boulogne, sposò Stefano di Blois (circa 1096-1154), futuro re d'Inghilterra[4].

## Ascendenza
|                           |                     |                       | Genitori                        |  |  | Nonni |  |  | Bisnonni                 |  |  | Trisnonni               |  |
|                           |                     |                       |                                 |  |  |       |  |  | Baldovino II di Boulogne |  |  | Arnolfo III di Boulogne |  |
|                           |                     |                       |                                 |  |  |       |  |  | Baldovino II di Boulogne |  |  | Arnolfo III di Boulogne |  |
|                           |                     | …                     |                                 |  |  |       |  |  | Baldovino II di Boulogne |  |  |                         |  |
| Eustachio I di Boulogne   |                     |                       |                                 |  |  |       |  |  | Baldovino II di Boulogne |  |  |                         |  |
|                           |                     | Adelina d'Olanda      | Arnolfo d'Olanda                |  |  |       |  |  |                          |  |  |                         |  |
|                           |                     | Adelina d'Olanda      | Arnolfo d'Olanda                |  |  |       |  |  |                          |  |  |                         |  |
|                           |                     | Adelina d'Olanda      | Liutgarda di Lussemburgo        |  |  |       |  |  |                          |  |  |                         |  |
| Eustachio II di Boulogne  |                     | Adelina d'Olanda      |                                 |  |  |       |  |  |                          |  |  |                         |  |
|                           |                     | Lamberto I di Lovanio | Reginardo III, conte di Hainaut |  |  |       |  |  |                          |  |  |                         |  |
|                           |                     | Lamberto I di Lovanio | Reginardo III, conte di Hainaut |  |  |       |  |  |                          |  |  |                         |  |
|                           |                     | Lamberto I di Lovanio | Adele d'Alvernia                |  |  |       |  |  |                          |  |  |                         |  |
| Matilde di Lovanio        |                     | Lamberto I di Lovanio |                                 |  |  |       |  |  |                          |  |  |                         |  |
|                           |                     | Gerberga di Lorena    | Carlo I di Lorena               |  |  |       |  |  |                          |  |  |                         |  |
|                           |                     | Gerberga di Lorena    | Carlo I di Lorena               |  |  |       |  |  |                          |  |  |                         |  |
|                           |                     | Gerberga di Lorena    | Adelaide di Troyes              |  |  |       |  |  |                          |  |  |                         |  |
| Eustachio III di Boulogne |                     | Gerberga di Lorena    |                                 |  |  |       |  |  |                          |  |  |                         |  |
|                           | Gothelo I di Lorena | Goffredo I di Verdun  |                                 |  |  |       |  |  |                          |  |  |                         |  |
|                           | Gothelo I di Lorena | Goffredo I di Verdun  |                                 |  |  |       |  |  |                          |  |  |                         |  |
|                           | Gothelo I di Lorena | Matilde di Sassonia   |                                 |  |  |       |  |  |                          |  |  |                         |  |
| Goffredo il Barbuto       | Gothelo I di Lorena |                       |                                 |  |  |       |  |  |                          |  |  |                         |  |
|                           |                     | …                     | …                               |  |  |       |  |  |                          |  |  |                         |  |
|                           |                     | …                     | …                               |  |  |       |  |  |                          |  |  |                         |  |
|                           |                     | …                     | …                               |  |  |       |  |  |                          |  |  |                         |  |
| Ida di Boulogne           |                     | …                     |                                 |  |  |       |  |  |                          |  |  |                         |  |
|                           |                     | Manasse II di Rethel  | Manasse I, conte di Rethel      |  |  |       |  |  |                          |  |  |                         |  |
|                           |                     | Manasse II di Rethel  | Manasse I, conte di Rethel      |  |  |       |  |  |                          |  |  |                         |  |
|                           |                     | Manasse II di Rethel  | …                               |  |  |       |  |  |                          |  |  |                         |  |
| Doda di Rethel            |                     | Manasse II di Rethel  |                                 |  |  |       |  |  |                          |  |  |                         |  |
|                           |                     | Dada                  | …                               |  |  |       |  |  |                          |  |  |                         |  |
|                           |                     | Dada                  | …                               |  |  |       |  |  |                          |  |  |                         |  |
|                           |                     | Dada                  | …                               |  |  |       |  |  |                          |  |  |                         |  |
|                           |                     | Dada                  |                                 |  |  |       |  |  |                          |  |  |                         |  |

### Fonti primarie
- (LA)  Cartulaire de l'abbaye de Saint-Bertin.
- (LA)  Monumenta Germaniae Historica, Scriptores, tomus IX.
- (LA)  Orderici Vitalis Historiæ Ecclesiasticæ, vol. II.
- (LA)  Ordericus Vitalis, Historia Ecclesiastica, vol. IV, liber X - XIII.
- (LA)  HISTORIA HIEROSOLYMITANAE EXPEDITIONIS.
- (LA)  Recueil des chartes de l'abbaye de Cluny. Tome 5.
- (LA)  Recueil des historiens des Gaules et de la France. Tome 14.
- (EN)  The ecclesiastical history of England and Normandy, vol. II.
- (EN)  Chronicle of the Kings of England: From the Earliest Period to the Reign, of king William's children.

### Letteratura storiografica
- William B. Stevenson, La prima crociata, cap. XX, vol. IV (La riforma della chiesa e la lotta fra papi e imperatori) in Storia del Mondo Medievale, 1999, pp. 718–756.
- William John Corbett, L'evoluzione del ducato di Normandia e la conquista normanna dell'inghilterra, cap. I, vol. VI (Declino dell'impero e del papato e sviluppo degli stati nazionali) in Storia del Mondo Medievale, 1999, pp. 5–55.
- William John Corbett, Inghilterra, 1087-1154, cap. II, vol. VI (Declino dell'impero e del papato e sviluppo degli stati nazionali) in Storia del Mondo Medievale, 1999, pp. 56–98.